# Mycedium
Genre
Mycedium est un genre de coraux durs de la famille des Meandrinidae.

## Liste d'espèces
Le genre Mycedium comprend les espèces suivantes :
| Selon World Register of Marine Species (7 juillet 2015) : - Mycedium elephantotus Pallas, 1766 - Mycedium mancaoi Nemenzo, 1979 - Mycedium robokaki Moll & Best, 1984 - Mycedium spina Ditlev, 2003 - Mycedium steeni Veron, 2000 - Mycedium tuediae Dana, 1846 - Mycedium umbra Veron, 2000 | Selon ITIS (7 juillet 2015) : - Mycedium elephantotus Pallas, 1766 - Mycedium robokaki Moll & Best, 1984 |